# Lygistopterus sanguineus
Espèce
Lygistopterus sanguineus, la lycie sanguine, est une espèce d'insectes coléoptères de la famille des Lycidae.

## Description
L'imago de la « lycie sanguine » mesure 7 à 11 mm de long, les côtés du pronotum et les élytres sont rouge vif, le reste, noir. Les élytres assez mous sont parcourus de stries longitudinales saillantes. Les tibias sont aplatis.

## Distribution
Presque toute l'Europe, Asie, Afrique du Nord. En France : presque partout, Corse comprise.

## Habitat
Les adultes apprécient les fleurs exposées au soleil ou le feuillage de plantes basses. Les larves se nourrissent de petits invertébrés dans les troncs pourris de feuillus, les souches.